# بانو گودایوا (نقاشی)
بانو گودایوا (انگلیسی: Lady Godiva) یک نقاشی رنگ روغن از نقاش انگلیسی انجمن برادری پیشارافائلی، جان کالیر می‌باشد که در سال ۱۸۹۷ طرح گردید. این اثر هنری، نشانگر ماجرای افسانه‌ای بانو گودایوا در شهر کاونتری انگلستان می‌باشد. نقاشی امروزه در موزهٔ گالری هنر هربرت نگهداری می‌شود. تابلوی هنری بانو گودایوا به توماس هانکوک نان، که یک اصلاحگر اجتماعی بود به ودیعه سپرده شد. هنگامی که شخص موصوف در سال ۱۹۳۷ درگذشت، در اظهارنامهٔ اموالش قید کرده بود که تابلوی نقاشی به بنگاه همپستید سپرده شود و اگر بنگاه مذکور از پذیرش آن سر باز زد، این اثر هنری به شورای شهر کاونتری سپرده شود.